# Chouilly
Chouilly är en kommun i departementet Marne i regionen Grand Est (tidigare regionen Champagne-Ardenne) i nordöstra Frankrike. Kommunen ligger i kantonen Épernay 2e Canton som tillhör arrondissementet Épernay. År 2022 hade Chouilly 1 062 invånare.

## Befolkningsutveckling
Antalet invånare i kommunen Chouilly
| Referens: INSEE |